# Calomyscus bailwardi
Calomyscus bailwardi är en däggdjursart som beskrevs av Thomas 1905. Calomyscus bailwardi ingår i släktet mushamstrar, och familjen hamsterartade gnagare. IUCN kategoriserar arten globalt som livskraftig. Inga underarter finns listade i Catalogue of Life.

## Utseende
Arten påminner om en mus i utseende men den är närmare släkt med hamstrar. Den når en kroppslängd (huvud och bål) av 61 till 98 mm, en svanslängd av 72 till 102 mm och en vikt av 15 till 30 g. Den långa och mjuka pälsen har på ovansidan en brun till gråbrun färg, ibland med rosa skugga. Undersidan och extremiteterna är däremot vita. De 17 till 20 mm långa öronen är nästan nakna och likaså grå med rosa inslag. På svansen förekommer korta bruna hår och vid spetsen finns en tofs. Fram- och bakfötterna har fem tår och alla är utrustade med små klor med undantag av tummarna. Liksom hos andra mushamstrar har artens molarer rötter vad som skiljer hela släktet från hjortråttorna.

## Utbredning och habitat
Denna gnagare förekommer i centrala Iran. Individer som hittades i sydöstra Turkiet tillhör kanske denna art. Habitatet utgörs av klippiga bergstrakter med lite växtlighet. Honor har vanligen två kullar per år.

## Ekologi
Calomyscus bailwardi är under sommaren nattaktiv. Under kallare årstider kan den även vara aktiv på dagen och den håller ingen vinterdvala. Individerna vilar ibland tillsammans men relationerna är inte lika fast som hos gnagare som lever i grupper. Arten har bra förmåga att springa, hoppa och klättra. Födan utgörs av frön, gräs, blommor och blad. Före den kalla årstiden skapar arten gömmor med föda.
De flesta ungar föds mellan mars och juni men vissa populationer har en längre fortplantningstid. Under tiden kan honor ha en eller två kullar med en till fem ungar per kull. Honor som hölls i fångenskap kan para sig hela året. Ungarna föds nakna och blinda. De diar sin mor cirka fyra veckor och efter 4 till 8 månader är de lika stora som de vuxna djuren. De flesta individer som hölls i fångenskap levde 4 år och den äldsta individen blev 9 år och 3 månader gammal.
I sällsynta fall förekommer kannibalism hos individer i fångenskap. Naturliga fiender är bland annat ugglor, ormar och mårddjur.